# Патріс Шеро
Патрі́с Шеро́ (фр. Patrice Chéreau, 2 листопада 1944, Лезініє — 7 жовтня 2013, Париж) — французький кінорежисер, театральний режисер-постановник, актор.

## Біографія
Народився 2 листопада 1944 у містечку Лезініє на заході Франції. Під час навчання у паризькому ліцеї Людовіка Великого, ставив вистави в театральному гуртку. Кар'єру починав як театральний режисер-постановник та актор, працюючи у Мілані, Марселі та інших містах. У 1969–1972 був співдиректором (з Р. Планшоном) Національного народний театр (фр. Le Théâtre national populaire) у Віллербанні, з 1982 очолював «Театр дез Амандьє» (фр. Théâtre Nanterre-Amandiers) у Нантеррі (передмістя Парижа).
Славу у Франції Патріс Шеро здобув на театральній сцені, завдяки класичним постановкам за мотивами Віктора Гюго та Лопе де Вега, а також роботі у амплуа оперного постановника, наприклад, опер Дон Жуан Моцарта та Кільце Нібелунга Вагнера. Як актор, Шеро працював з такими кінорежисерами, як Анджей Вайда, Майкл Манн, Міхаель Ганеке та ін.
Свій перший фільм Патріс Шеро поставив у 1974 році, екранізувавши однойменний роман Джеймса Гедлі Чейза «Плоть орхідеї». У 1983 році на екрани вийшов його фільм «Поранена людина», який у 1984 році отримав кінопремію «Сезар» за найкращий сценарій. Цю ж премію отримала і стрічка 1998 року «Ті, хто мене любить, поїдуть потягом».
У 1994 році Шеро отримав Приз журі Каннського кінофестивалю за фільм «Королева Марго» з Ізабель Аджані у головній ролі. Єдиний англомовний фільм режисера 2000 року «Інтим» удостоївся премії Луї Деллюка, нагороди «Блакитний ангел» Берлінського кінофестивалю, Премії Люм'єр та премії Міжнародної асоціації кінокритиків.

## Особисте життя
Патріс Шеро був геєм та перебував у тривалих відносинах зі своїм партнером та улюбленим актором Паскалем Греггорі.
Помер Шеро у Парижі 7 жовтня 2013 від раку легенів.

## Фільмографія
Режисер
| Рік  | Фільм                                | Оригінальна назва                    | Примітки |
| ---- | ------------------------------------ | ------------------------------------ | --- |
| 1975 | Плоть орхідеї                        | La Chair de l'orchidée               | за романом Д. Х. Чейза «Плоть орхідеї» |
| 1978 | Жюдіт Терпов                         | Judith Therpauve                     | |
| 1983 | Поранена людина                      | L'Homme blessé                       | • премія «Сезар» за найкращий кіносценарій • номінація на Золоту пальмову гілку Каннського МКФ                                                                          |
| 1986 | Готель «Франція»                     | Hôtel de France                      | |
| 1991 | Проти забуття                        | Contre l'oubli                       | колективний проект |
| 1994 | Королева Марго                       | La Reine Margot                      | за однойменним романом О. Дюма • номінація на премію BAFTA • Приз журі Каннського МКФ                                                                                   |
| 1998 | Ті, хто мене любить, поїдуть потягом | Ceux qui m'aiment prendront le train | • премія «Сезар» за найкращу режисуру • Золота зірка кіно за найкращу режисуру • номінація на Золоту пальмову гілку Каннського МКФ                                      |
| 2001 | Інтим                                | Intimité                             | • Приз Луї Деллюка • премія Блакитний ангел Берлінського МКФ за режисуру • Премія «Люм'єр» • Приз ФІПРЕССІ на МКФ в Ріо-де-Жанейро • номінація на Європейський кіноприз |
| 2003 | Його брат                            | Son frère                            | • Срібний ведмідь Берлінського МКФ за режисуру |
| 2005 | Габріель                             | Gabrielle                            | за Дж. Конрадом • номінація на Золотого лева Венеційського МКФ |
| 2009 | Переслідування                       | Persécution                          | |

Актор
| Рік  | Фільм              | Оригінальна назва       | Режисер        |
| ---- | ------------------ | ----------------------- | -------------- |
| 1983 | Дантон             | Danton                  | Анджей Вайда   |
| 1985 | Прощавай, Бонапарт | Adieu Bonaparte         | Юсеф Шахін     |
| 1992 | Останній з могікан | Le Dernier des Mohicans | Майкл Манн     |
| 1997 | Війна Люсі         | Lucie Aubrac            | Клод Беррі     |
| 1999 | Віднайдений час    | Le Temps retrouvé       | Рауль Руїс     |
| 2002 | Поряд з раєм       | Au plus près du paradis | Тоні Маршалл   |
| 2003 | Час вовків         | Le Temps du loup        | Міхаель Ганеке |